# Ad Marginem
«Ad Marginem» («Ад Маргинем Пресс») — российское книжное издательство, основанное в 1993 году Александром Ивановым. Специализируется на издании нон-фикшн литературы, трудов западных философов второй половины XX века, а также работ, посвящённых современной культуре, искусству и кураторству. Название в переводе с латыни означает «по краям». Запустившись как философский проект, издательство впервые выпустило на русском языке несколько классических текстов XX века: «Бытие и время» Мартина Хайдеггера, «Массу и власть» Элиаса Канетти, «Надзирать и наказывать» Мишеля Фуко, «Кино» Жиля Делёза, «Московский дневник» Вальтера Беньямина, «S/Z» и «Camera lucida» Ролана Барта.

## История
Идея коллекции произведений, относящихся к пограничным явлениям культуры и находящихся «на краю» философии, истории, социологии или арт-критики, появилась среди участников Лаборатории постклассических исследований Института философии РАН. Один из них, Александр Иванов, в начале 1990-х работал редактором в издательстве «Культура», которое вскоре выпустило серию книг «Философия по краям»: программный «Ежегодник Ad Marginem 93», «Маркиз де Сад и XX век», «Венера в мехах: Захер-Мазох. Жиль Делёз. Зигмунд Фрейд» и др.
В 1993 году Александр Иванов организовал в нежилом подвальном помещении в Замоскворечье собственное издательство. В 1994 году в помещении открылся книжный магазин «Ad Marginem». В 1996 году, будучи студентом филологического факультета МГУ, Михаил Котомин занял должность заведующего по ассортименту книг в книжном магазине при издательстве «Ad Marginem». Начиная с 1998 года, Михаил Котомин начал активную деятельность в издательстве сначала на должности менеджера, далее заместителя директора и главного редактора художественной литературы. С 2001 года Котомин руководит издательством совместно с Александром Ивановым.
В 1998 году «Ad Marginem» выпустило роман Владимира Сорокина «Голубое сало», который оказался в центре скандала в связи с обвинениями в распространении порнографии со стороны молодёжного движения «Идущие вместе». В 2002 году «Идущие вместе» предъявили иск издательству.
По состоянию на 2003 год оборот издательства составлял около 50 миллионов рублей, к этому моменту было издано более 100 книг общим тиражом свыше 2 млн экз. В том же году издательство начало выпускать новую книжную серию «Атлантида», в рамках которой выходили детективы и фантастические произведения советской массовой прозы 1940—1950-х годов. К этому моменту «Ad Marginem» уже имело сложившуюся репутацию в литературных кругах и стало первым, кто выпустил в России такие важные произведения XX века, как «Надзирать и наказывать» Мишеля Фуко, «Кино» Жиля Делёза, «Московский дневник» Вальтера Беньямина, Camera lucida Ролана Барта и другие.
Издательство было организатором Зимних книжных ярмарок.
В 2012 году «Ad Marginem» совместно с музеем «Гараж» запустило издательский проект, в рамках которого публикуются работы, посвящённые различным сферам и аспектам современного искусства и культуры.
В 2015 данная издательская вошла в шорт-лист III ежегодной премии The Art Newspaper Russia в номинации «Книга года»
В 2016 году Ad Marginem совместно с дизайн-студией ABCdesign основали импринт «А+А», специализирующийся на иллюстрированных книгах разных жанров: от детского нон-фикшн до книг по современному искусству и дизайну.
В 2017 году под брендом «А+А» стала выходить русская версия серии «Основы искусства» (Art Essentials) британского издательства Thames & Hudson.
В 2019 году издательство перезапустило свой сайт и открыло интернет-магазин.
25 декабря 2022 года издательство открыло книжный магазин/шоу-рум в Ковенском переулке в Петербурге. Помещение планируют использовать и как площадку для мероприятий.
При издательстве функционирует книжный клуб.

## Литературные премии
В 2008-2010 издательство занимало шестое место среди наиболее активных издательских структур, с точки зрения участия в литературных премиях.
В 2022 году издания издательства вошли в шорт-листы премий «Просветитель» и «Просветитель.Перевод» 2022 года. Также в этом же издание издательства вошло в шорт-лист  премии «Ясная Поляна» впервые объявило  в номинации «Иностранная литература».

## Критика
В 2022 издательство было вовлечено в скандал с переводом «Благоволительниц» Джонатана Литтелла. Эстонский переводчик скрупулезно собрал расхождения с оригиналом и неточности в русском переводе и отправил их автору книги. Литтелл  обвинил издательство во лжи и цензуре. Через некоторое время была опубликована подробная таблица с указанием тех мест, которые Литтелл посчитал цензурированными. После исследования стало ясно, что редактор Мария Томашевская  вольно интерпретировала текст: где-то чуть сократила то, что казалось плеоназмом на слух российского читателя, где-то чуть сгладила характеристику. Издатель Александр Иванов заявил, что сокращены 0,3% от общего объема романа — это стандартная редакторская правка. Однако издательство признало ошибку: редактура была не согласована с автором, извинения были принесены и в скором времени книга была издана в новой редакции — уже без сокращений.

## Цензура и запреты
В 2025 году, в рамках анти-ЛГБТ-кампании в ходе вторжения в Украину, российская полиция провела обыск и оштрафовала петербургский магазин книг «Подписные издания» на 800 тысяч рублей из-за продажи им книг с «ЛГБТ-пропагандой». Все эти книги были выпущены Ad Marginem — роман «Тело каждого» Оливии Лэнг и «О женщинах» и «Против интерпретации и другие эссе» Сьюзен Зонтаг.